# Championnats du monde de tir à l'arc en salle 2014
Navigation
Las Vegas 2012 Édition suivante
Les championnats du monde de tir à l'arc en salle de 2014 sont la 12e éditions bisannuelle des championnats du monde de tir à l'arc en salle organisés par la World Archery Federation (WA). Ils regroupent des compétitions individuelles et par équipes dans les catégories d'arc classique et arc à poulies.
L'événement s'est effectué du 25 février 2014 au 2 mars 2014 dans la ville de Nîmes en France.

## La compétition
Les championnats sont composés de 16 épreuves de tir à l’arc en salle, une par catégorie, en individuel et par équipe : 
- Arc classique Hommes, Dames, junior Hommes et junior Dames
- Arc à poulies Hommes, Dames, junior Hommes et junior Dames

La compétition se déroule en deux phases : les qualifications et les éliminatoires.
Durant les qualifications, les archers seront classés individuellement sur la somme des 60 flèches tirées par volées de 3 à 18 m. Les équipes seront classées sur la somme des scores des 3 archers de l’équipe.
Lors des éliminatoires, les arcs classiques disputeront des matchs en set de 3 flèches. L’archer totalisant le plus haut score sur le set marque deux points, en cas d’égalité chaque archer marquera un point. Le premier arrivé à 6 points remporte le match. En cas d’égalité après le 5e set, une flèche de barrage sera tirée sur la cible du milieu. La flèche la plus près du centre déterminera le vainqueur.
Les arcs à poulies, eux, tireront 15 flèches, par volées de 3 flèches. Le plus haut des deux scores après les 15 flèches remporte le match. En cas d’égalité, la règle de départage est la même que pour les arcs classiques.

## Calendrier
|  | Jour d'élimination | F | Jour de finale |

| 25 février 2014 |               | Entrainement et cérémonie d'ouverture                            |
| 26 février 2014 | Arc Classique | Qualification toutes catégories Demi-finales par équipes juniors |
| 26 février 2014 | Arc à poulies | Qualification toutes catégories Demi-finales par équipes juniors |
| 27 février 2014 | Arc Classique | Élimination toutes catégories                                    |
| 27 février 2014 | Arc à poulies | Élimination toutes catégories                                    |
| 28 février 2014 | Arc Classique | Demi-finales individuel et par équipes (hommes, femmes)          |
| 28 février 2014 | Arc à poulies | Finales juniors individuel et par équipes                        |
| 1er mars 2014   | Arc Classique | Finale par équipes (hommes, femmes et juniors)                   |
| 1er mars 2014   | Arc à poulies | Finale par équipes (hommes, femmes)                              |
| 2 mars 2014     | Arc Classique | Finale individuels (hommes, femmes et juniors)                   |
| 2 mars 2014     | Arc à poulies | Finale individuels (hommes, femmes)                              |

## Nations participantes
45 pays participent aux championnats du monde de tir à l'arc en salle. Le tableau suivant présente les nations participantes, le nombre d'athlètes engagés est indiqué entre parenthèses. C'est 9 pays de plus et 84 athlètes de plus que l'édition précédente Las Vegas 2012.
| - Afrique du Sud (9) - Allemagne (12) - Argentine (1) - Arménie (1) - Australie (3) - Belgique (11) - Biélorussie (2) - Brésil (2) - Canada (7) - Côte d'Ivoire (1) - Croatie (8) | - Danemark (6) - Équateur (1) - Espagne (1) - Estonie (3) - États-Unis (24) - Finlande (8) - France (22) - Géorgie (5) - Royaume-Uni (8) - Grèce (11) - Hong Kong (1) | - Hongrie (3) - Irlande (2) - Islande (5) - Italie (21) - Japon (8) - Lettonie (2) - Liechtenstein (1) - Lituanie (3) - Moldavie (4) - Mexique (14) - Norvège (5) | - Ouzbékistan (3) - Pays-Bas (8) - Pologne (13) - Tchéquie (3) - Russie (24) - Slovénie (12) - Suisse (8) - Slovaquie (5) - Suède (11) - Turquie (12) - Ukraine (24) |

## Records
Lors de ces championnats, deux records du monde ont été battus :
- Arc classique - Équipe - Junior Hommes - Match 24 Flèches :  Ukraine - 237/240
- Arc à poulies - Équipe - Junior Femmes - Match 24 Flèches :  États-Unis - 235/240

## Résultats
Voici le classement des archers pour les différentes épreuves,,,.

### Arc classique

#### Senior
| Épreuve           | Or                                                              | Argent                                                         | Bronze                                                         |
| ----------------- | --------------------------------------------------------------- | -------------------------------------------------------------- | -------------------------------------------------------------- |
| Individuel hommes | Ryan Tyack Australie                                            | Viktor Ruban Ukraine                                           | Brady Ellison États-Unis                                       |
| Par équipe hommes | Ukraine Heorhiy Ivanytskyy Markiyan Ivashko Viktor Ruban        | Japon Hideki Kikuchi Naoya Oniyama Shungo Tabata               | Pays-Bas Sjef Van Den Berg Rick Van Den Oever Rick van der Ven |
| Individuel femmes | Aida Roman Mexique                                              | Miki Nakamura Japon                                            | Anastasia Pavlova Ukraine                                      |
| Par équipe femmes | Ukraine Veronika Marchenko Anastasia Pavlova Lidiia Sichenikova | Allemagne Veronika Haidn Tschalova Elena Richter Karina Winter | Pologne Natalia Lesniak Karina Lipiarska Adriana Zuranska      |

#### Junior
| Épreuve           | Or                                               | Argent                                                      | Bronze                                                       |
| ----------------- | ------------------------------------------------ | ----------------------------------------------------------- | ------------------------------------------------------------ |
| Individuel hommes | Maximilian Weckmueller Allemagne                 | Carlo Schmitz Allemagne                                     | David Pasqualucci Italie                                     |
| Par équipe hommes | France Thomas Antoine Lucas Daniel Thomas Koenig | Ukraine Anton Komar Mykhaylo-Yaroslav Malyk Valentyn Kutsyy | Turquie Berat Aydin Kerem Kirsever Orkun Ege Tokusoglu       |
| Individuel femmes | Tatiana Andreoli Italie                          | Ariuna Zhargalova Russie                                    | Sylwia Zyzanska Pologne                                      |
| Par équipe femmes | Italie Tatiana Andreoli Sara Ret Loredana Spera  | Ukraine Solomiya Gnyp Viktoria Oleksiyk Polina Rodionova    | Russie Zhibzema Dambaeva Valeria Mylnikova Ariuna Zharaglova |

### Arc à poulies

#### Senior
| Épreuve           | Or                                                       | Argent                                                | Bronze                                                           |
| ----------------- | -------------------------------------------------------- | ----------------------------------------------------- | ---------------------------------------------------------------- |
| Individuel hommes | Sergio Pagni Italie                                      | Reo Wilde États-Unis                                  | Stephan Hansen Danemark                                          |
| Par équipe hommes | États-Unis Jesse Broadwater Braden Gellenthien Reo Wilde | Danemark Martin Damsbo Stephan Hansen Patrick Laursen | Suède Magnus Carlsson Carl-Henrik Gidenskold Morgan Lundin       |
| Individuel femmes | Sophie Dodemont France                                   | Christie Colin États-Unis                             | Pascale Lebecque France                                          |
| Par équipe femmes | Mexique Rosalia Dominguez Brenda Merino Linda Ochoa      | États-Unis Christie Colin Crystal Gauvin Erika Jones  | Afrique du Sud Gerda Roux Jeanine Van Kradenburg Danelle Wentzel |

#### Junior
| Épreuve           | Or                                                           | Argent                                               | Bronze                                                        |
| ----------------- | ------------------------------------------------------------ | ---------------------------------------------------- | ------------------------------------------------------------- |
| Individuel hommes | Viktor Orosz Hongrie                                         | Mario Vavro Croatie                                  | Bridger Deaton États-Unis                                     |
| Par équipe hommes | États-Unis Bridger Deaton Dillion McGeorge Charlie Weinstein | Italie Valerio Della Stua Michele Nencioni Jesse Sut | Croatie Domagoj Buden Andelo Suvak Mario Vavro                |
| Individuel femmes | Mariya Shkolna Ukraine                                       | Emily Bee États-Unis                                 | Lexi Keller États-Unis                                        |
| Par équipe femmes | Turquie Aleyna Akcinar Yesim Bostan Begum Topkarci           | États-Unis Emily Bee Brogan Williams Lexi Keller     | Russie Sofia Khlystova Alexandra Savenkova Mariia Vinogradova |

## Tableau des médailles
- Pays organisateur ( France)

| Rang  | Nation         | Or | Argent | Bronze | Total |
| ----- | -------------- | -- | ------ | ------ | ----- |
| 1     | Ukraine        | 3  | 3      | 1      | 7     |
| 2     | Italie         | 3  | 1      | 1      | 5     |
| 3     | États-Unis     | 2  | 5      | 3      | 10    |
| 4     | France         | 2  | 0      | 1      | 3     |
| 5     | Mexique        | 2  | 0      | 0      | 2     |
| 6     | Allemagne      | 1  | 2      | 0      | 3     |
| 7     | Turquie        | 1  | 0      | 1      | 2     |
| 8     | Australie      | 1  | 0      | 0      | 1     |
| -     | Hongrie        | 1  | 0      | 0      | 1     |
| 10    | Japon          | 0  | 2      | 0      | 2     |
| 11    | Russie         | 0  | 1      | 2      | 3     |
| 12    | Croatie        | 0  | 1      | 1      | 2     |
| -     | Danemark       | 0  | 1      | 1      | 2     |
| 14    | Pologne        | 0  | 0      | 2      | 2     |
| 15    | Afrique du Sud | 0  | 0      | 1      | 1     |
| -     | Pays-Bas       | 0  | 0      | 1      | 1     |
| -     | Suède          | 0  | 0      | 1      | 1     |
| Total | Total          | 16 | 16     | 16     | 48    |